# ان‌جی‌سی ۵۰۳۳
ان‌جی‌سی ۵۰۳۳ (انگلیسی: NGC 5033) نام یک کهکشان در صورت فلکی تازی‌ها است.